# Kenny Kindle
Kenny Kindle (Triesen, 29 de noviembre de 2003) es un futbolista liechtensteiniano que juega en la demarcación de delantero para el F. C. Balzers de la 2. Liga Interregional.

## Selección nacional
Hizo su debut con la selección de fútbol de Liechtenstein el 13 de octubre de 2023 en un partido de clasificación para la Eurocopa 2024 contra Bosnia y Herzegovina que finalizó con un resultado de 0-2 a favor del combinado bielorruso tras los goles de Amar Rahmanović y Miroslav Stevanović.

## Clubes
| Club           | País          | Año       | Partidos | Goles |
| -------------- | ------------- | --------- | -------- | ----- |
| FC Triesen     | Liechtenstein | 2023-2024 | 9        | 4     |
| F. C. Vaduz II | Liechtenstein | 2024-2025 |          |       |
| F. C. Balzers  | Liechtenstein | 2025-     |          |       |